# Eulasia goudoti
Eulasia goudoti is een keversoort uit de familie Glaphyridae. De wetenschappelijke naam van de soort is voor het eerst geldig gepubliceerd in 1840 door Castelnau.